# Jeanne de Valois-Saint-Rémy
Jeanne de Valois-Saint-Rémy, "Grofica de la Motte" (22. srpnja 1756. – 23. kolovoza 1791.) bila je ozloglašena francuska prevarantkinja i lopov; njen je suprug bio Nicholas de la Motte čija je tvrdnja o obiteljskom plemstvu sporna. Ona je bila osiromašeni potomak Dinastije Valois kroz izvanbračnog sina kralja Henrika II. Igrala je glavnu ulogu u tzv. Aferi kraljičine ogrlice, jednom od mnogih skandala koji su doveli do Francuske revolucije i uništili monarhiju Francuske.
Osiromašena aristokratkinja, Jeanne de Valois-Saint-Rémy, napravila je plan da iskoristi ogrlicu kako bi lako zaradila bogatstvo ili utjecaj. U ožujku 1784. godine upoznaje Louisa Renéa Édouarda, kardinala od Rohana i bivšeg veleposlanika francuskog dvora u Austriji. Kardinal je pao u nemilost Marije Antoanete nakon što je neke njene tajne otkrio njenoj strogoj majci, nadvojvotkinji Mariji Tereziji. 
Pošto joj suprug nije mogao financirati rastrošan život, ona je zahtijevala veću mirovinu zbog svoje plemićke krvi. Željela je osobno zamoliti Antoanetu u svezi s tim, ali je ova saznala za njen sumnjiv život te ju nije željela vidjeti. Jeanne je stoga postala ljubavnica kardinala Rohana. Rohan je želio slijediti primjer ostalih kardinala i postati predsjednik francuske vlade. Da bi to ostvario, morao je ponovno zadobiti kraljičinu naklonost. Jeanne, vješta varalica koja se kardinalu predstavila kao grofica Lamotte, ugovorila je sastanak između njega i jedne prostitutke, za koju je on mislio da je Marija Antoaneta. Kardinal od Rohana se jedne večeri sastao s "kraljicom", koja mu je ostavila ružu rekavši da mu je oprostila prijašnje nesporazume.
Jeanne de Valois je tada uspjela uvjeriti naivnog kardinala da joj je Marija Antoaneta osobno rekla kako želi da on uzme tu ogrlicu, a koju će ona kasnije platiti. On je požurio kupiti ogrlicu, a zatim ju je dao "grofici", misleći da će je ova odnijeti kraljici. Marija Antoaneta, naravno, nije nikada vidjela ogrlicu, Jeanne ju je dala svom mužu, koji je iz ogrlice izvadio dijamante i prodao ih u londonskim draguljarima. Draguljari od kojih je kardinal uzeo ogrlicu zahtijevali su da im kraljica plati, ali Marija Antoaneta nije znala o kojoj je ogrlici riječ. Kardinal i samoprozvana grofica su izvedeni pred sud, koji je 31. ožujka 1786. njega oslobodio optužbi, a nju osudio na bičevanje i zatvor za prostitutke. 
Prevarantica je na kraju pobjegla iz zatvora i otišla u London, gdje je nastavila širiti glasine o Mariji Antoaneti. Zarađivala je od pisanja memoara u kojima je opisivala svoje navodne seksualne odnose s francuskom kraljicom. Poginula je pri padu s hotelskog prozora, nakon što se pokušala sakriti od poreznika. Kardinal se vratio u Pariz po završetku revolucije, nadživjevši Luja XVI i Mariju Antoanetu. 

## Filmovi i serije
- Jeanne je igrala važnu ulogu u anime seriji Lady Oscar.

## Vanjske poveznice
- Afera kraljičine ogrlice
- Memoari Jean de Valois-Saint-Remy